# 天野慎也
天野 慎也（あまの しんや、1972年8月30日 - ）は、日本の構成作家。浅井企画所属。

## 略歴
福岡県立筑紫高校、日本大学経済学部卒業。
学生時代、早稲田大学寄席演芸研究会に所属し、作家活動を始める。

## 作品

### テレビ
- もしもツアーズ（フジテレビ）
- ワタシが日本に住む理由（BSテレ東）
- ブラマヨ弾話室～ニッポン、どうかしてるぜ！～（BSフジ）
- 世界の村で発見！こんなところに日本人（朝日放送）
- エージェントWEST（朝日放送）
- 天才バカボン 第1弾～第3弾 （日本テレビ） 脚本
- 森田一義アワー 笑っていいとも! （フジテレビ）
- 笑う犬の生活（1998年～1999年9月）（フジテレビ）
- 笑う犬の冒険（1999年10月～2001年9月）（フジテレビ）
- 笑う犬の発見（2001年10月～2002年9月）（フジテレビ）
- 笑う子犬の生活（2000年4月～）（フジテレビ）
- 100%キャイ～ン（2000年4月～2002年3月）（フジテレビ）
- ココリコミラクルタイプ（フジテレビ）
- 笑いの金メダル（朝日放送）
- 朝までたけし軍団（テレビ朝日）
- サタ☆スマ（フジテレビ）
- ジャンプ○○中（フジテレビ）
- 僕らはみんな生きている（フジテレビ）
- 羽鳥慎一のモーニングバード（テレビ朝日）
- ジャンプ○○中（フジテレビ）
- まるまるちびまるこちゃん（フジテレビ）
- 感じるジャッカル（フジテレビ 2001年10月～2003年3月）
- モーニングバード（テレビ朝日）
- 天才をつくる!ガリレオ脳研（テレビ朝日）
- 天才!志村どうぶつ園（日本テレビ）
- M-1グランプリ（朝日放送）
- 世界の絶景100選（フジテレビ）
- なるほど!ザ・ワールド（フジテレビ）
- ドラゴン&ボールアワー（TBS)
- お笑いLIVE10!（TBS　2005年10月～2006年6月）
- 世界のボタンを押してみよう（フジテレビ）
- ぶちぬき（テレビ東京）
- 親テスト 親の人生を知る10問 あなたは何問正解できますか？（BS朝日）
- 欽ちゃんの『今年ど～するの！？』（BSテレ東）
- うたコン （美空ひばり物語）（NHK) 脚本
- 360度カメラを気になる所に置いてみた（テレビ大阪）
- 寿司ほどうまいものはない（BSテレ東）
- SMAP×SMAP（フジテレビ）
- 元気に死ぬテレビ（BSスカパー）
- びっくり人間の妻たち（日本テレビ）
- 新春!爆笑ヒットパレード （フジテレビ）
- 日本放送教室 NHK（フジテレビ 2001年～2002年）
- ザ・レターズ〜家族に愛にありがとう（フジテレビ 2002年5月～9月）
- 東京ビックショット TBS（フジテレビ）
- 最強運芸能人決定戦。（フジテレビ）
- TOKIOカケル（フジテレビ）
- ココリコの投稿番長（フジテレビ）
- FNS1億2700万人の27時間テレビ夢列島 ～てれずにいいこと・てれずに楽しく～（フジテレビ 第13回（1999年））
- FNS1億2700万人の27時間テレビ夢列島 ～家族 愛 Love You～（フジテレビ 第14回（2000年））
- 豊さんと憲武ちゃん！旅する相棒（テレビ朝日）
- ひるザイル（日本テレビ）

### ラジオ
- レコメン!（文化放送）
- 村上信五くんと経済クン（文化放送）
- 山崎育三郎の I AM 1936（ニッポン放送）
- 土屋礼央のオールナイトニッポン（ニッポン放送）
- キンキキッズキンキラキンワールド（ニッポン放送）
- シ-モネ-タ-のオールナイトニッポン（ニッポン放送）
- 吉井和哉のオールナイトニッポン（ニッポン放送）
- 岩男潤子と荘口彰久のスーパーアニメガヒットTOP10（ニッポン放送 1996年10月～98年3月）
- 篠原涼子の感度♥良好!!（ニッポン放送）
- 鶴光の噂のゴールデンアワー（ニッポン放送）
- テニスの王子様 オン・ザ・レイディオ（文化放送）
- m-flo LisaのLIPS PARTY 21.jp（文化放送）
- 古本新之輔 ちゃぱらすかWOO! （文化放送）
- よゐこのおもしろ革命ィ～ッ!委員会（文化放送 2001年10月～）
- スーパーハンサムラジオ （パーソナリティー）（葛飾FM）

### YouTube
- 小島よしおのおっぱっぴー小学校
- 木下ほうかのほうか道

### 舞台
- 「Zoom劇場 カミングフレーバー(SKE48)は一週間で女優になれるのか!?-怨ラインノミ-」（Zoom劇場） 脚本
- 「真夏のZoomミステリー『罪TO罰』」 （カミングフレーバー(SKE48) Zoom劇場） 脚本
- 「NMB48×怨ラインノミ」 （Zoom劇場） 脚本
- 「オンラインノミ」（仮面女子 Zoom劇場） プロデューサー